# الجبان والحب (رواية)
الجبان والحب هي رواية من تأليف الكاتب والصحفيّ المصري الراحل موسى صبري صدرت للمرة الأولى في مارس عام 1972 عن دار الهلال للطباعة والنشر والتوزيع، واقتُبس عنها فيلم سينمائي عُرض في عام 1975 بعنوان «الجبان والحب» وكان من إخراج حسن يوسف وبطولة حسن يوسف وشمس البارودي.

## عن الكتاب
تدور أحداث رواية الجبان والحب خلال حقبة أربعينيات القرن العشرين حول شاب يدرس الطب وينخرط في عدد من العلاقات العاطفية التي يبحث فيها عن الحب حتى يكتشف نفسه في النهاية ليعرف كم كان جبانًا يريد أن يأخذ دون عطاء.

## روابط خارجية
صفحة الكتاب على موقع جود ريدز